# Paal
Paal (51° 21′ N, 4° 06′ L) é uma cidade dos Países Baixos, na província de Zelândia. Paal pertence ao município de Hulst, e está situada a 20 km a sudoeste de Bergen op Zoom.
Em 2001, a cidade de Paal tinha 58 habitantes. A área urbana da cidade é de 0.033 km², e tem 54 residências. 
A área de Paal, que também inclui as partes periféricas da cidade, bem como a zona rural circundante, tem uma população estimada em 80 habitantes.